# 애국인민운동
애국인민운동(핀란드어: Isänmaallinen kansanliike; IKL 이샌말리넨 칸산리케; 이코앨[*])은 핀란드의 국민주의, 반공주의 정당이다. 라푸아 운동의 후신으로 1932년에서 1944년까지 존재했다.
1932년 6월 5일 라푸아 운동의 후신으로서 헤르만 구메루스, 빌호 아날라, 에르키 래이쾨넨 등이 창당했다. 라푸아 운동의 지도자 비흐토리 코솔라는 창당 당시 맨챌래 반란 건으로 수감 중이었지만 지도자로 추대되었다.
이념적으로 IKL은 소련에 대해 적대적인 외교정책을 주장했고 스웨덴어에 대해 적대적이었다. 대핀란드주의의 달성이 당의 중요 목표였다. 지도부 중 다수는 루터교 사제거나 남포흐얀마의 경건주의 운동인 헤래내이쉬스 관련자였다. 이런 배경상 의회의 기독교 도덕화를 주장했다.
IKL은 검은 상의에 파란 타이를 묶는 제복을 사용했는데, 이는 이탈리아의 파시스트들의 영향이면서 또한 검은 옷을 입는 헤래내이쉬스의 전통에 따른 것이기도 했다. 당원들은 서로에게 로마식 경례를 했다.
"청흑단(Sinimustat)"이라는 청년조직을 산하에 두었으며, 청흑단 단원들은 전투 교련을 받았다. 청흑단 단장은 엘리아스 시모요키 목사였다. 청흑단은 1936년 활동이 금지되었지만 곧바로 "흑의사(Mustapaidat)"라는 이름으로 부활했다.
이 정당의 주 지지자들은 부농, 교육받은 중산층, 공무원, 루터교 신부들, 대학생들이었다. 지리적으로는 쿠오르타네, 라푸아, 일마요키 등 남포흐얀마 지역에서 가장 큰 지지를 받았다.
IKL은 전신인 라푸아 운동과 달리 의회 선거에 참여했다. 1933년 핀란드 의회 선거 때는 국민연합당(KOK)과 선거연합했다. KOK-IKL 선거연합은 200석 중 32석을 얻었는데, 그 중 14석이 IKL이었고 KOK는 18석이었다. KOK는 1930년 선거에서 42석을 얻었었는데 IKL과 연합하면서 무려 24석을 상실한 것이다. 선거에 참패한 KOK의 당주석으로 선출된 유호 쿠스티 파시키비는 대기업 친화적 정당으로 KOK를 재정비하고 IKL 동조자들의 발언권을 거세했다.
1934년에는 정부와 헌법을 멸시하는 언동을 금지하는 법이 통과되었고, 이듬해에는 정당의 제복 사용과 사적 제복조직의 운영을 모두 금지하는 법이 통과되었다. 이 모든 것은 IKL에 악재로 작용했고, 당의 청년부문인 청흑단도 이 법으로 금지당했다.
IKL은 1936년 총선에서 14석을 유지했지만 국민진보당-사회민주당-농민당의 석간주 연정이 압승을 거두었기에 결과적으로 약화되었다. 제3차 카얀데르 내각의 내무장관 우르호 케코넨이 1938년 말부터 IKL을 탄압하기 위한 법적 절차를 개시했다. 하지만 사법부는 IKL을 금지시킬 만한 증거가 충분하지 않다고 판단했다. 그러나 1939년 총선에서 IKL은 의석이 8석으로 줄어들었다. 중도우파의 케코넨과 보수우파의 파시키비는 IKL을 가장 적대한 정치인들이었는데, 이 두 사람은 모두 핀란드의 대통령을 역임한다.
겨울전쟁 및 그 결과인 모스크바 평화 조약으로 핀란드의 영토 10분의 1이 소련에 할양당하자 IKL과 그 동조자들은 이것이 의회정치의 외교실패의 결정적 증거라고 주장했다. 겨울전쟁 종전 이듬해 핀란드의 외교정책은 급격한 변화를 겪어 독일과 가까워졌다. 이는 IKL의 주장과 상당부분 일치하는 것으로 여겨졌고, 1941년 1월에는 IKL 총재 아날라가 운수공공장관으로 입각하기도 했다. 그러나 아날라가 입각한 랑겔 내각은 핀란드 공산당을 제외한 모든 정당이 참여한 내각이이었기에 큰 의미는 없었다. 오히려 이 입각으로 인해 IKL은 의회정치에 대한 분탕질을 계속할 수 없게 되는 외통수에 처했다. 1943년의 링코미에스 내각에는 IKL은 입각하지 못했다.
1944년 9월 19일, 핀란드와 소련이 휴전하면서 계속 전쟁이 종전했다. 휴전 4일 뒤 소련의 요구에 의해 핀란드 정부는 IKL의 활동을 금지시킨다.
1993년 "애국인민동맹(Isänmaallinen Kansallis-Liitto)"이라는 군소 극우정당이 생기면서 IKL이라는 약자가 정치계에 재등장했다. 하지만 그 영향력은 21세기 현재까지 미미하다.

## 같이 보기
- 핀란드의 역사
- 카리알라 학술회